# Vahlberg
Vahlberg ist eine Gemeinde im niedersächsischen Landkreis Wolfenbüttel. Sie ist Mitgliedsgemeinde der Samtgemeinde Elm-Asse, die ihren Verwaltungssitz in der Stadt Schöppenstedt hat.

## Geografie
Drei Ortschaften mit dem Namen Vahlberg liegen an der Asse, einem Gebirgszug im Landkreis Wolfenbüttel. Von diesen ist Klein Vahlberg (Osteren-Vahlberg, Lüttgen Vahlberg) die jüngste. Die Namensvettern sind Groß Vahlberg und Mönchevahlberg, wobei Letzteres allerdings nicht zur Gemeinde Vahlberg zählt, sondern zur angrenzenden Gemeinde Dettum. Dritter und kleinster Ort der Gemeinde Vahlberg ist Berklingen, welches zwischen Klein Vahlberg und Schöppenstedt liegt.
Fal, der Ursprung des Ortsnamens, bedeutet erdfarben.

## Geschichte
Die urkundliche Überlieferung von Groß Vahlberg aus dem Jahre 1093 hat sich als Fälschung erwiesen. Historisch gesichert sind dagegen die Nachrichten über Vahlberg aus dem 13. Jahrhundert, als man schon zwischen Groß und Klein Vahlberg unterschied. Groß Vahlberg kommt zwischen 1237 und 1248 als de medio Valeberke urkundlich vor. Von der Forst- und Landwirtschaft des an der Asse liegenden Dorfes profitierten die Vasallen des Herzogs von Braunschweig, das Aegidienkloster der Stadt Braunschweig und die herzogliche Stiftung der Zisterzienser in Riddagshausen. Der Zehnt war zunächst im Besitz des Bischofs von Halberstadt, später verfügten über ihn herzogliche Vasallen wie die Grafen von Wohldenberg. Das spätere Rittergut Groß Vahlberg ließen die Herren von Weferling bis 1601 bewirtschaften.

Groß Vahlberg
Bedingt durch die strategische Lage am Rande der Asse und wegen des guten Bodens war das Land um Groß Vahlberg schon früh besiedelt. Ein nahe gelegenes Flurstück heißt Potwiese, was möglicherweise auf das Vorkommen von Urnen hinweist. Man fand am Galgenberg Bestattungsreste vom Spätneolithikum bis ins 7. Jahrhundert während der Merowingerzeit.
Das Dorf wurde 1242 erstmals urkundlich erwähnt. Seinerzeit saßen die Herren von Weferling auf diesem Fleck, der ihnen 500 Jahre lang als Vorwerk diente. Das Kloster Bursfelde verkaufte dem Blasiusstift in Braunschweig 1281 zwei Hufen in Groß Vahlberg. In einer gefälschten Urkunde liest man die Ortsbezeichnung In Valeberge. In den Jahren 1237–1248 taucht immer wieder die Schreibweise de medio Valeberke auf, 1281 schrieb man in medio Valeberghe, 1299 Middelstenvaleberghe, 1315 in middelsten Valberghe und 1348 groten Valeberghe.

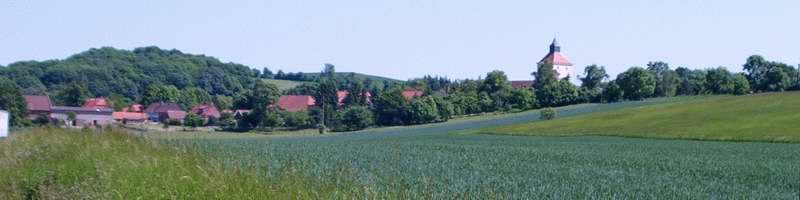
Groß Vahlberg, rechts oben der Bergfried-Turm, aus westlicher Richtung

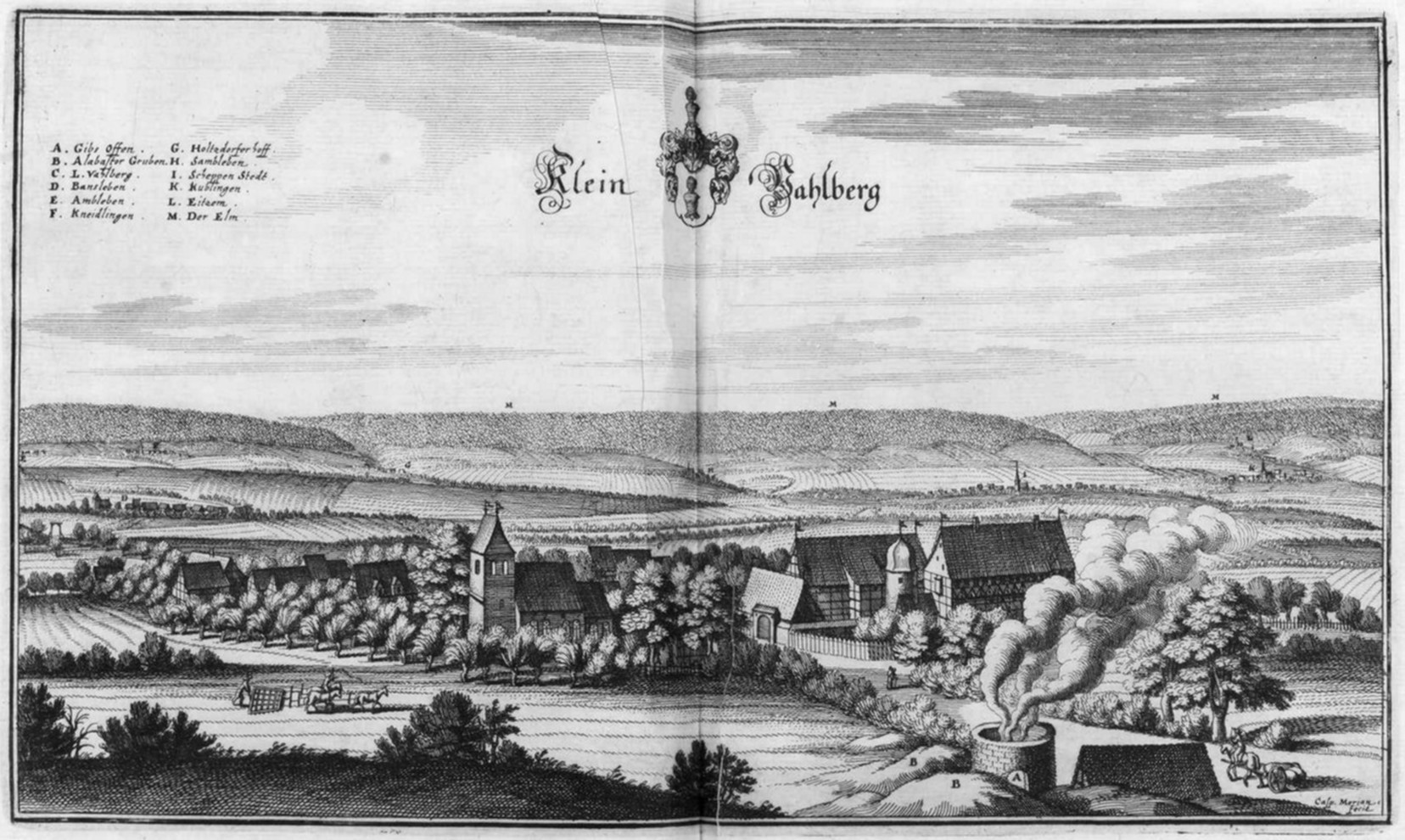
Vahlberg als Merian-Stich um 1654

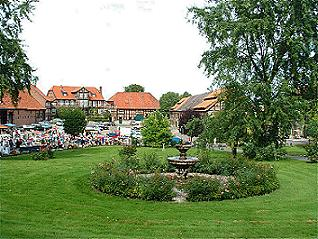
Rittergut Groß Vahlberg

Im Jahre 1776 kaufte der Herzoglich Braunschweigische Geheimrat Albrecht Egmond Georg von Münchhausen aus Hessisch Oldendorf das Lehnsgut, da er am Braunschweiger Hof lebte und einen Sommersitz wünschte, der näher gelegen war als die Familiengüter im Schaumburgischen. Heutiger Besitzer ist Rembert Freiherr von Münchhausen, dem auch das Schloss Schwedesdorf in Lauenau (Landkreis Schaumburg) gehört.
Berklingen
Urkundliche Erwähnung fand Berklingen im Jahr 1000 als „Berklingi“.

Klein Vahlberg
Klein Vahlberg wird 1344  als Osteren-Vahlberg erstmals erwähnt und erhielt 1367 den Namen Lüttgen-Vahlberg. Das adlige Gericht Klein Vahlberg ist ein altes Lehen der von Schwartzkoppschen Familie. Dazu gehören die Dörfer Klein Vahlberg und Wetzleben. Das Dorf hatte neben der Kirche schon sehr früh eine Schule, die die Gutsherrschaft besetzte. Zum Edelhof gehörten neben den Ländereien eine Fischerei, die Jagd und die Schäferei. In der Umgebung wurde an den Hängen der Asse Alabaster gebrochen, der zu Gips gebrannt wurde.

## Eingemeindungen
Die drei Gemeinden Berklingen, Groß Vahlberg und Klein Vahlberg wurden am 1. März 1974 zur Gemeinde Vahlberg zusammengeschlossen.

## Religion
In Groß Vahlberg ist eines der letzten Patronate Niedersachsens lebendig. Seit mehr als 225 Jahren übt die Familie von Münchhausen das Patronat aus; sie zahlen also für kirchliche Baumaßnahmen und andere Dinge. In der ev.-luth. Kirche befindet sich die Prieche, die Sitz der Gutsherren beim Gottesdienst ist.
Da nach 1945 die Zahl der Katholiken im Raum Schöppenstedt stark angewachsen war, wurde 1950 die Pfarrvikarie Groß Vahlberg gegründet und 1951 in einem vorhandenen Gebäude die bis 1997 bestehende Kirche Maria vom Frieden eingeweiht.

## Politik

### Gemeinderat
Der Rat der Gemeine Vahlberg setzt sich aus neun Mitgliedern zusammen. Die Ratsmitglieder werden durch eine Kommunalwahl für jeweils fünf Jahre gewählt.
Bei der Kommunalwahl 2021 ergab sich folgende Sitzverteilung:
| Gemeinderat 2021Insgesamt 9 Sitze - SPD: 3 - Grüne: 1 - Unabh.: 1 - CDU: 4 | Gemeindewahl 2021Wahlbeteiligung: 70,97 % 50403020100 41,46 %33,25 %10,24 %9,76 %5,28 % CDUSPDUnabh.cGrüneUnabh.eAnmerkungen:c Einzelbewerber Martin Siemanne Einzelbewerber Frank Steinmann |

Der Gemeinderat (Herbst 2017) setzte sich wie folgt zusammen:
- SPD 5 Sitze
- Bündnis 90/Die Grünen 1 Sitz
- CDU 3 Sitze

### Bürgermeister
Ehrenamtlicher Bürgermeister der Gemeinde Vahlberg ist seit 2021 Thorsten Ruppelt.

## Kultur und Sehenswürdigkeiten

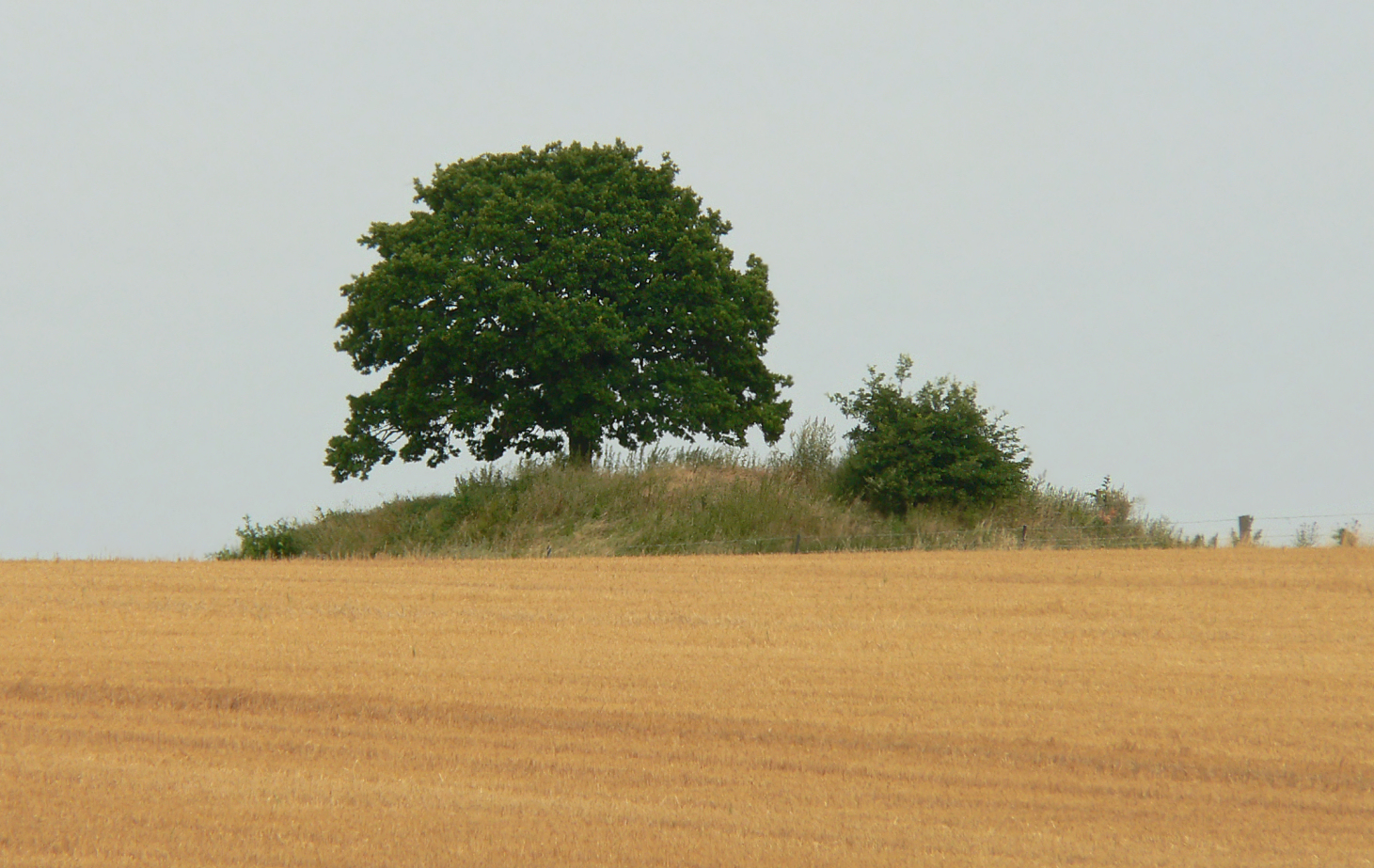
Hügelgrab Galgenberg bei Klein Vahlberg

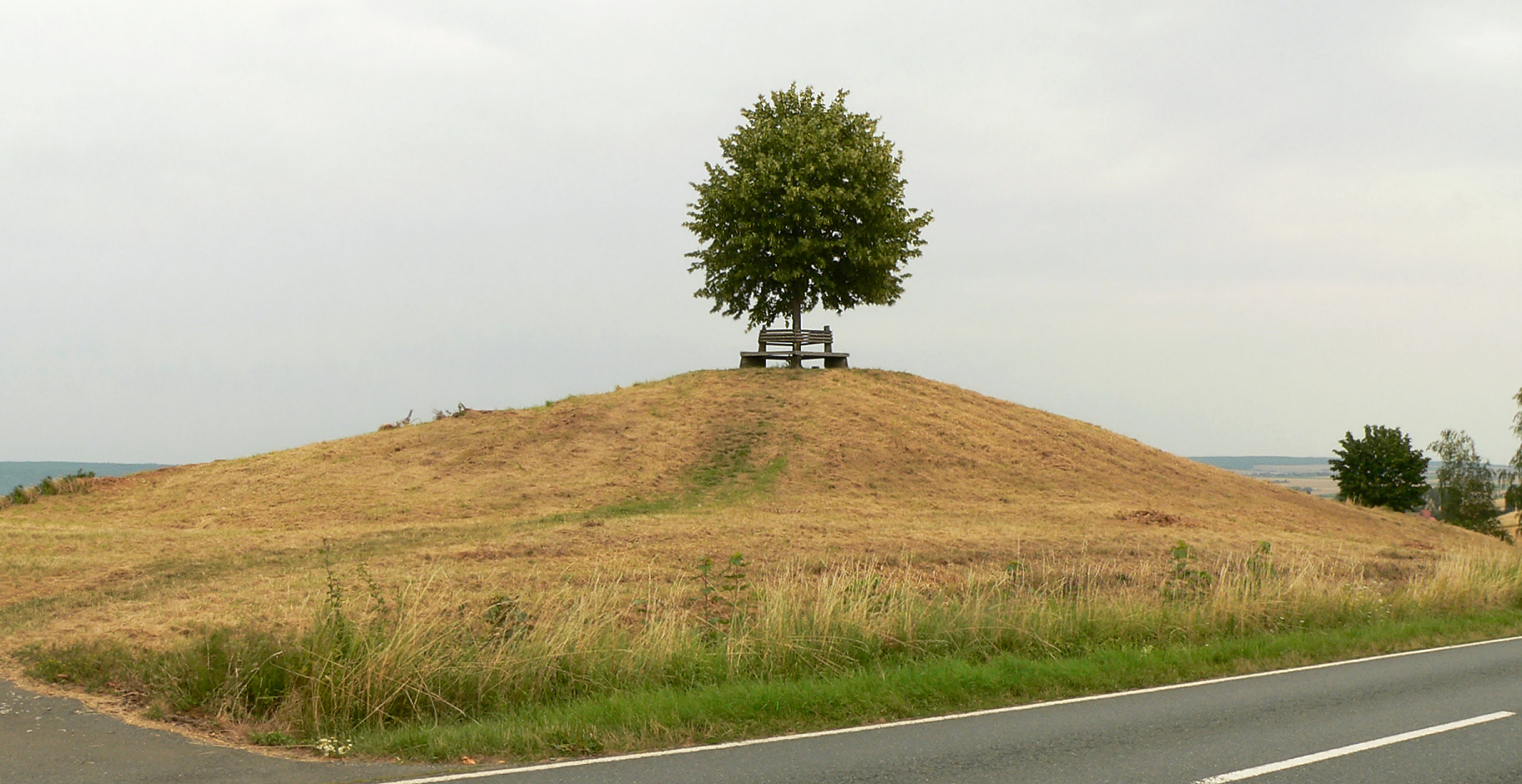
Hügelgrab Meescheberg bei Klein Vahlberg

- Im Norden Klein Vahlbergs fallen die hügelartigen Erhebungen des Galgenbergs und im Süden des Meeschebergs auf. Es handelt sich jeweils um Hügelgräber, unter denen sich Fürstengräber befinden. Die älteste Bestattung unter dem Galgenberg stammt aus dem späten 3. Jahrtausend vor Christus, weitere Gräber wurden in der mittleren Bronzezeit (1600–1000 v. Chr.) und im frühen Mittelalter angelegt.
- Die über 800 Jahre alte St. Blasius-Kirche im Ortsteil Berklingen birgt viele erhalten gebliebene mittelalterliche Kunstwerke. Nach einem Brand im Jahr 2009 wurde der 32 Meter hohe Turm neu mit Kupfer eingedeckt.[6]
- Die erst im Jahr 2001 auf den Namen „St. Katharina zu Groß Vahlberg“ getaufte Kirche fand erstmals im 12. Jahrhundert urkundliche Erwähnung. Der alte Wehrturm und Reste des romanischen Baustils weisen jedoch auf die Errichtung im 10. oder 11. Jahrhundert hin.[7] Die evangelisch-lutherische Kirche ist ein mittelalterlicher Bau mit romanischem Bergfried-Turm, in dem sich zwei Grabgewölbe der Familien von Weferlingen und von Münchhausen befinden. Die Pfarrkirche wird bereits 1237 erwähnt. Das einheitliche Kirchenschiff mit Dreiviertelschluss wurde 1737 auf romanischem Fundament errichtet; Renovierungsarbeiten im Jahr 1950 vermochten nicht mehr, den alten Mosaikfußboden zu retten, der sarazenische Motive aufgewiesen hatte. Im Inneren der Kirche finden sich die Grabsteine Karls von Weferlingen (1594), Ulrichs von Weferlingen (1611) und seiner Gattin Katharina von Blankenburg. Über dem spitzbogigen Eingang befindet sich das Relief eines bärtigen Mannes, der mit beiden Händen einen Stein über seinem Kopfe hält, es ist vermutlich heidnischen Ursprungs.
- Das Pfarrhaus der Groß Vahlberger Kirche wurde im Jahr 1747 errichtet und zuletzt 2010 renoviert und restauriert.
- Der mittelalterliche Turm der Kirche von Klein Vahlberg und deren neueres Schiff sind nicht bündig miteinander und ohne ebenerdige Verbindung untereinander. Interessant ist die Gruft der Familie von Schwartzkopf.
- „Park des Rittergutes Groß Vahlberg“ und „Der Schönebusch“. Das Rittergut in Groß Vahlberg wird noch immer von der Familie Münchhausen aus der weißen Linie bewohnt. Das Rittergut hat die Entwicklung des kleinen Ortes geprägt. Der Gutspark mit exotischen Bäumen ist heute Landschaftsschutzgebiet. Im Schönebusch, einem Wäldchen unweit des Dorfes, befindet sich die Grablege derer von Münchhausen, von der aus eine Sichtachse weit ins Land reicht.

## Persönlichkeiten
- Hermann Friedrich Friedrich (1828–1890), Schriftsteller und Journalist